# Embaixada do Vietnã em Brasília
A Embaixada da Vietnã em Brasília é a principal representação diplomática vietnamense no Brasil. Brasil e Vietnã estabeleceram relações diplomáticas em 1989, mas a embaixada brasileira em Hanói só foi criada em 1994, e a vietnamita em Brasília em 2000.